# IC 1241
IC 1241 је спирална галаксија у сазвјежђу Змај која се налази на листи објеката дубоког неба у Индекс каталогу.
Деклинација објекта је + 63° 41' 28" а ректасцензија 17h 1m 28,1s. Привидна величина (магнитуда) објекта IC 1241 износи 13,1 а фотографска магнитуда 14,0. IC 1241 је још познат и под ознакама UGC 10670, CGCG 321-11, KAZ 445, IRAS 17011+6345, PGC 59452.